# Persico Dosimo
Persico Dosimo (lombardul: Persech) település Olaszországban, Lombardia régióban, Cremona megyében. Lakosainak száma 3256 fő (2023. január 1.). Persico Dosimo Castelverde, Cremona, Grontardo, Gadesco-Pieve Delmona, Corte de’ Frati és Pozzaglio ed Uniti községekkel határos.

## Népesség
A település lakossága az elmúlt években az alábbi módon változott:
| Lakosok száma | 3450 | 3387 | 3368 | 3256 |
|               | 2013 | 2017 | 2018 | 2023 |